# 假葉
假葉 是特化為葉狀的葉柄或葉狀莖，其外觀和功能近似一般的葉。在某些植物，特化的葉柄變寬、變扁形成假葉；而真葉則退化變小或甚至消失，由假葉取代其功能。常見的例子包含特化為圓柱狀假葉的霸王鞭以及特化為扁平狀假葉的仙人掌屬植物。

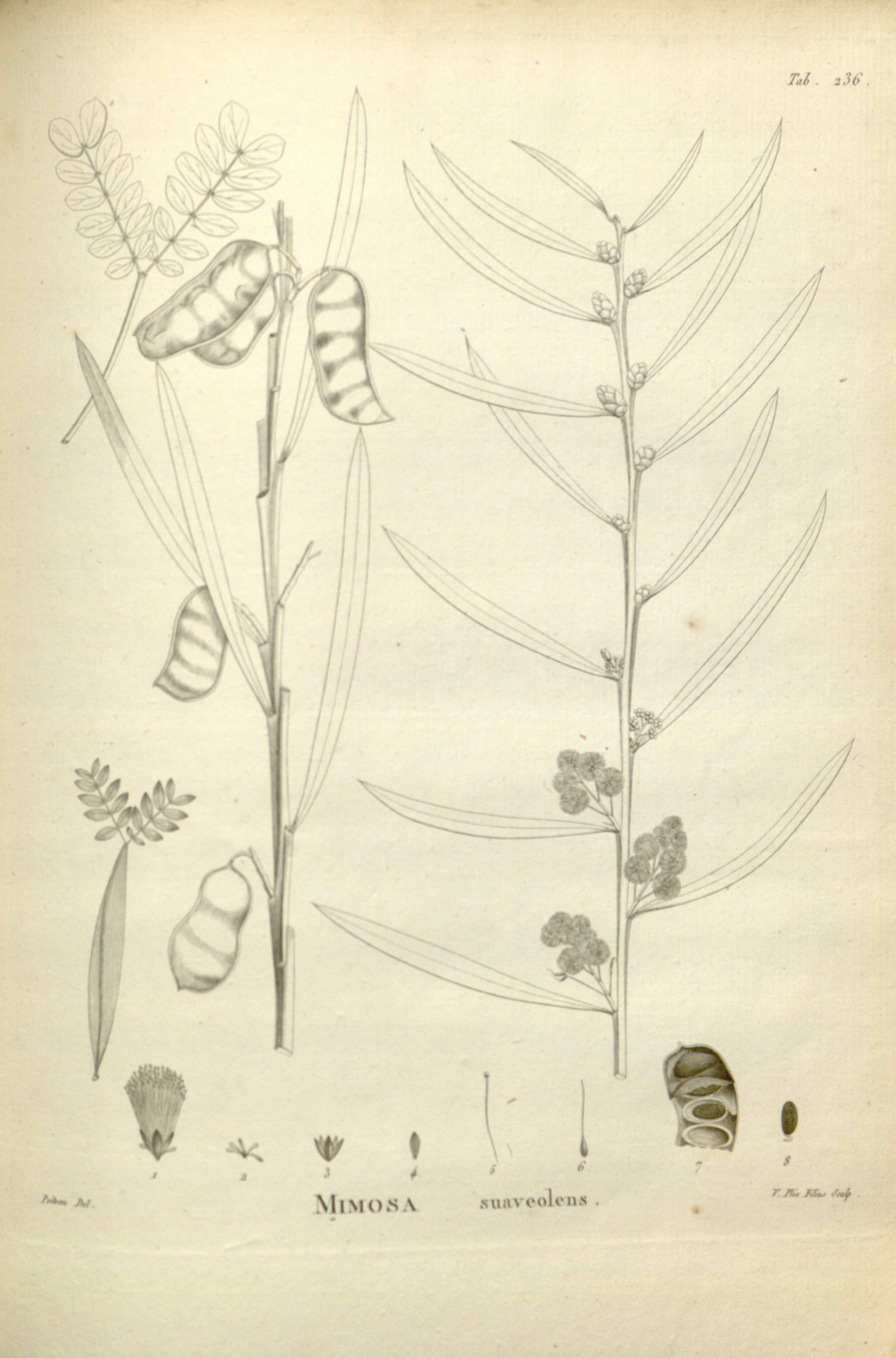
Acacia suaveolens (Sm.) Willd. [as Mimosa suaveolens Sm.] La Billardière (Labillardière), J.-J. Houton de, Novae Hollandiae plantarum specimen, vol. 2: p. 87, t. 236 (1804) (Poiteau)

此外，假葉亦常見於相思樹屬植物，尤其是澳大利亞類群中。在較年輕的植株可能同時出現假葉和羽狀複葉的真葉。右圖中的香甜相思樹繪圖（出自Novae Hollandiae plantarum specimen）即可見年輕的真葉和發展中的假葉同時出現、以及成熟植株的假葉型態。
豆科苦麟豆屬的植物也是以假葉作為分類依據。

豆科植物的假葉
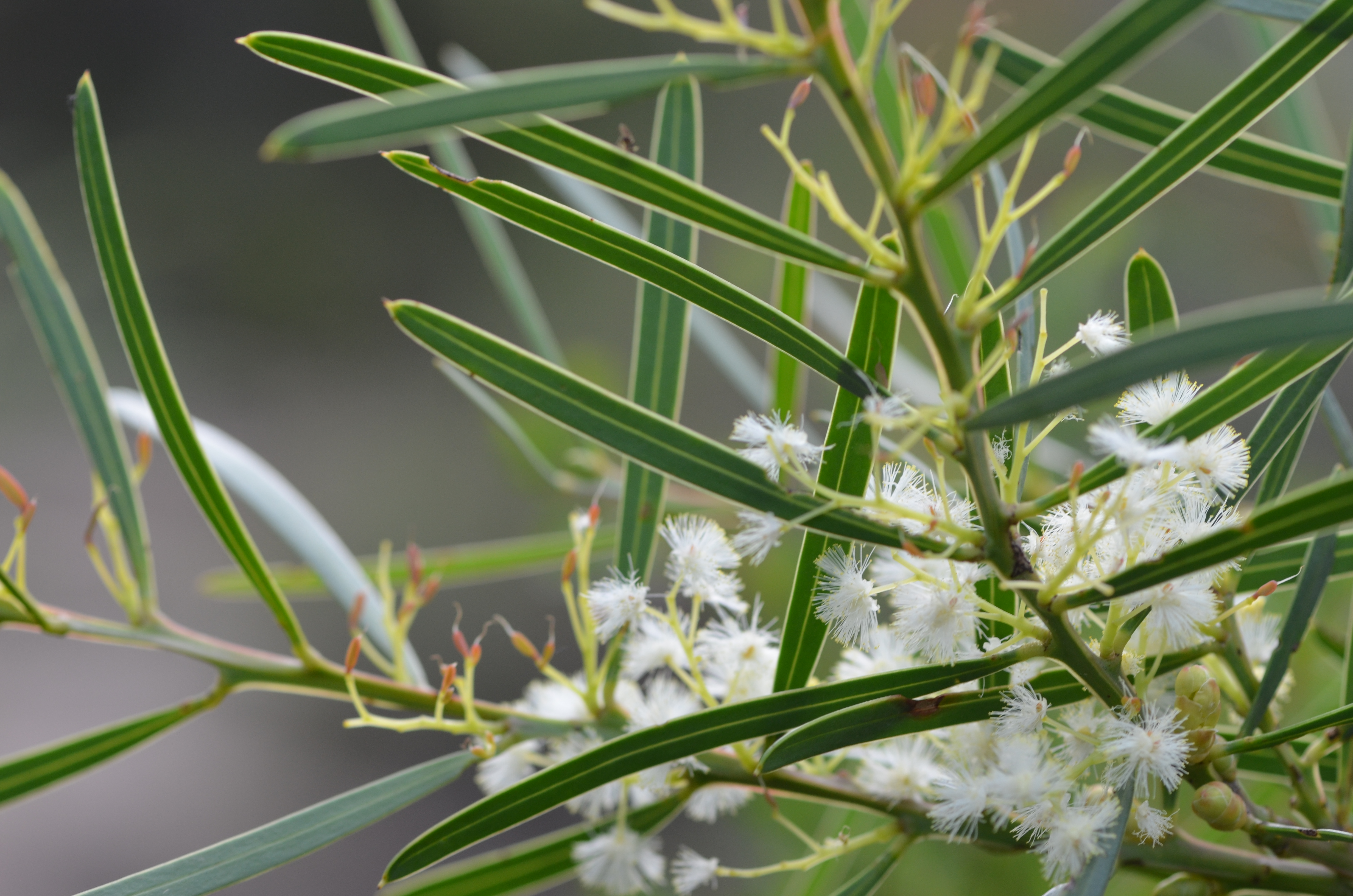
香甜相思樹（英语：Acacia suaveolens）
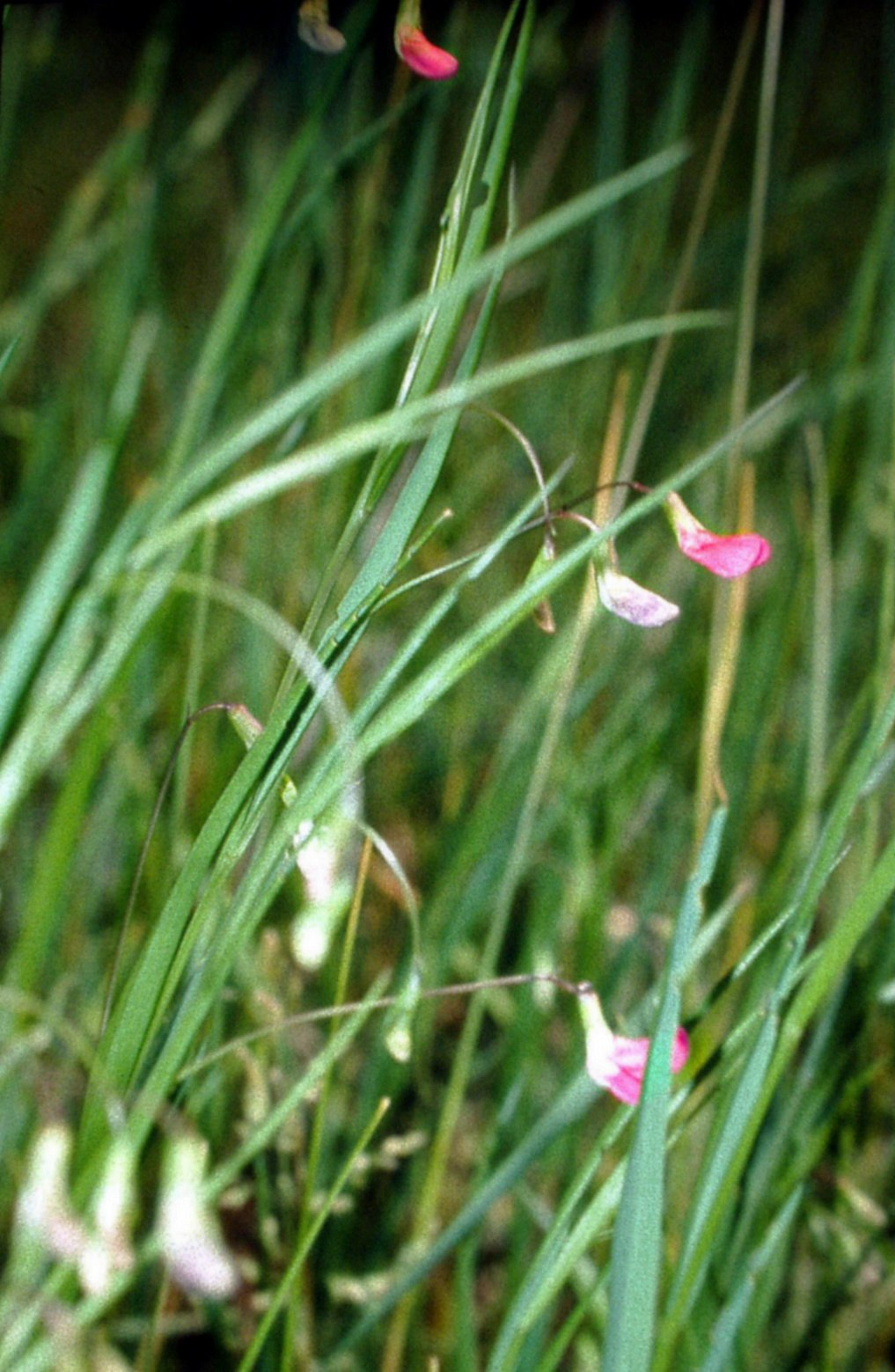
Lathyrus nissolia（英语：Lathyrus nissolia）
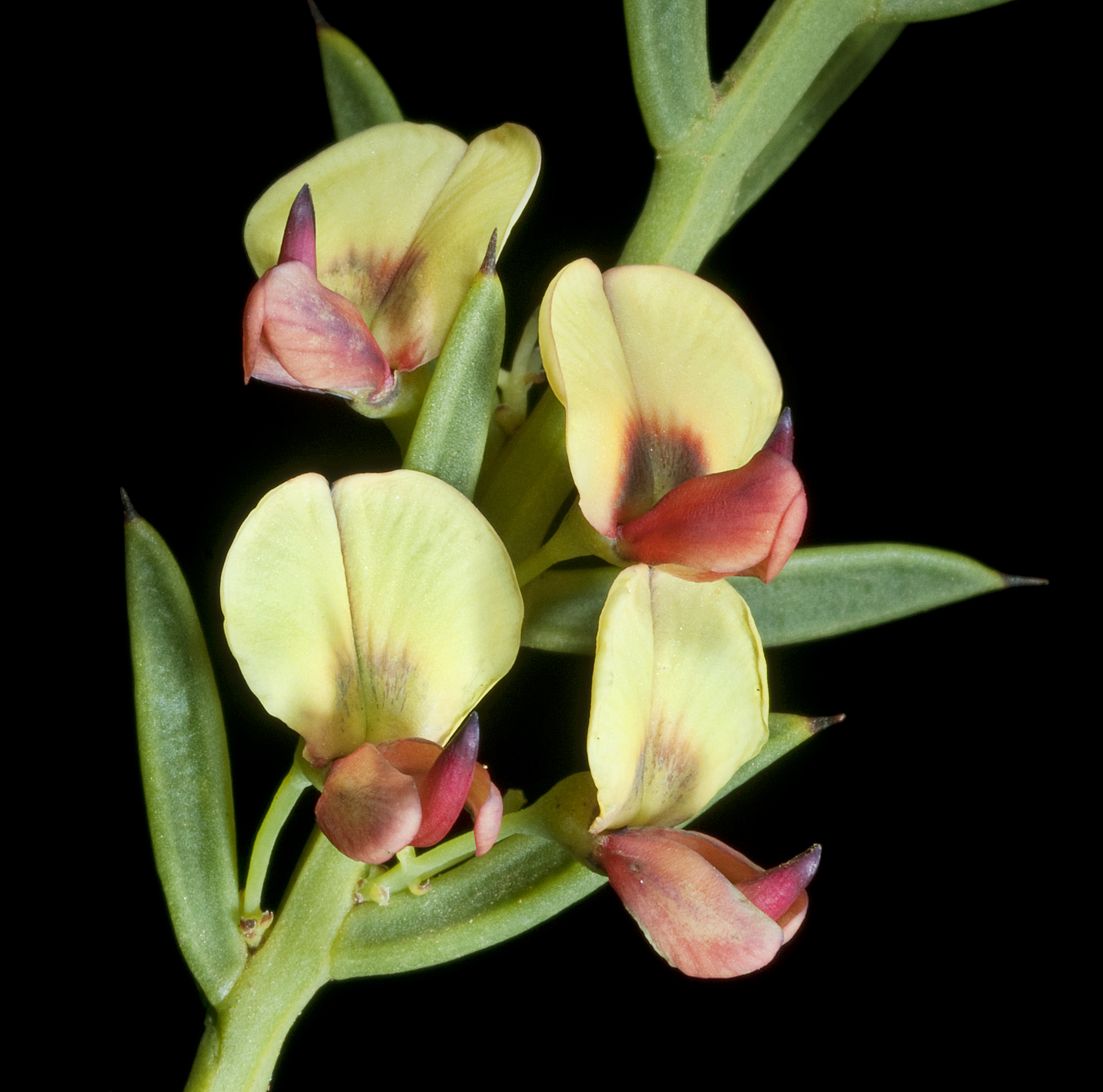
Daviesia angulata（英语：Daviesia angulata）
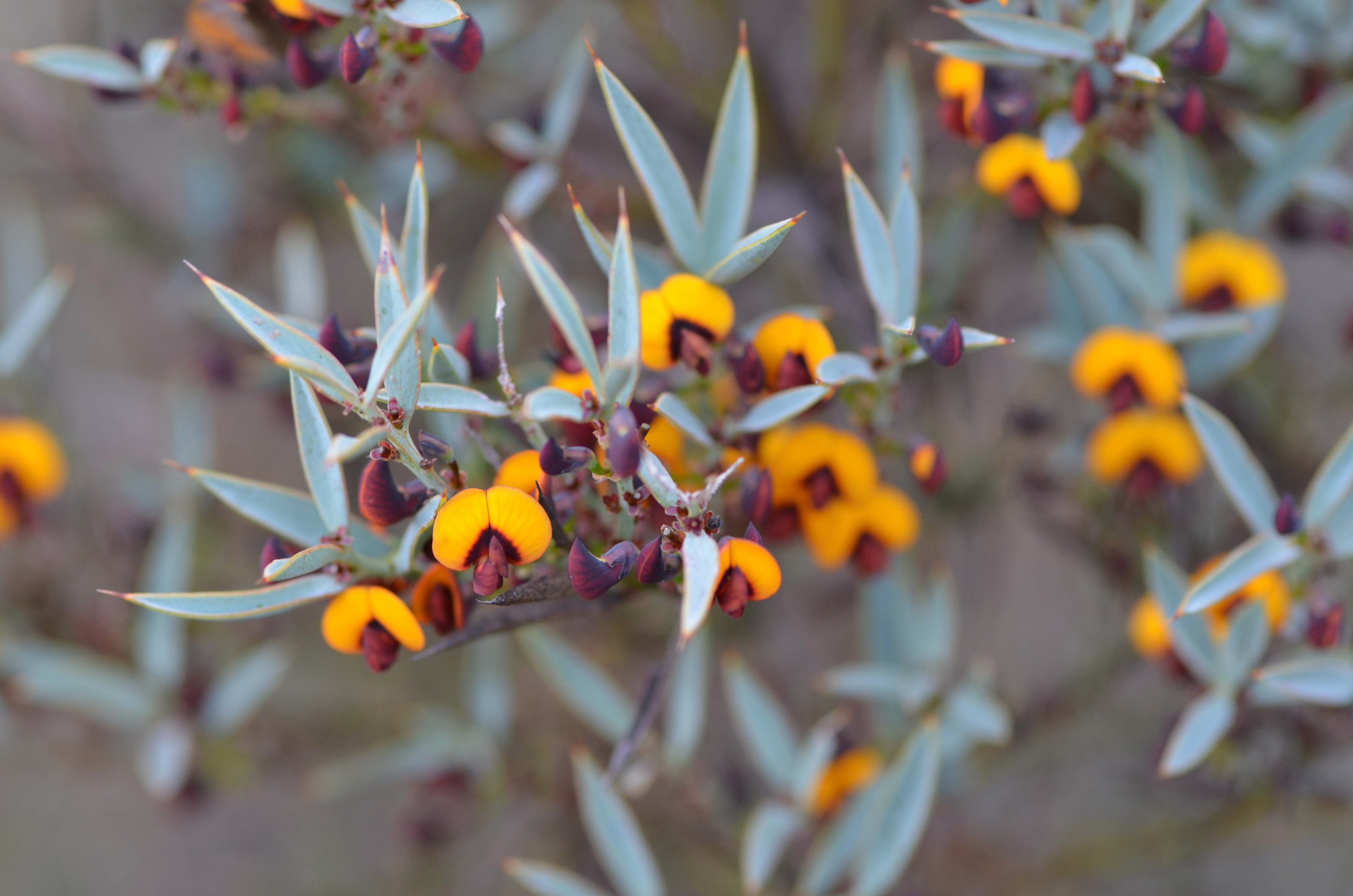
Daviesia nudiflora（英语：Daviesia nudiflora）
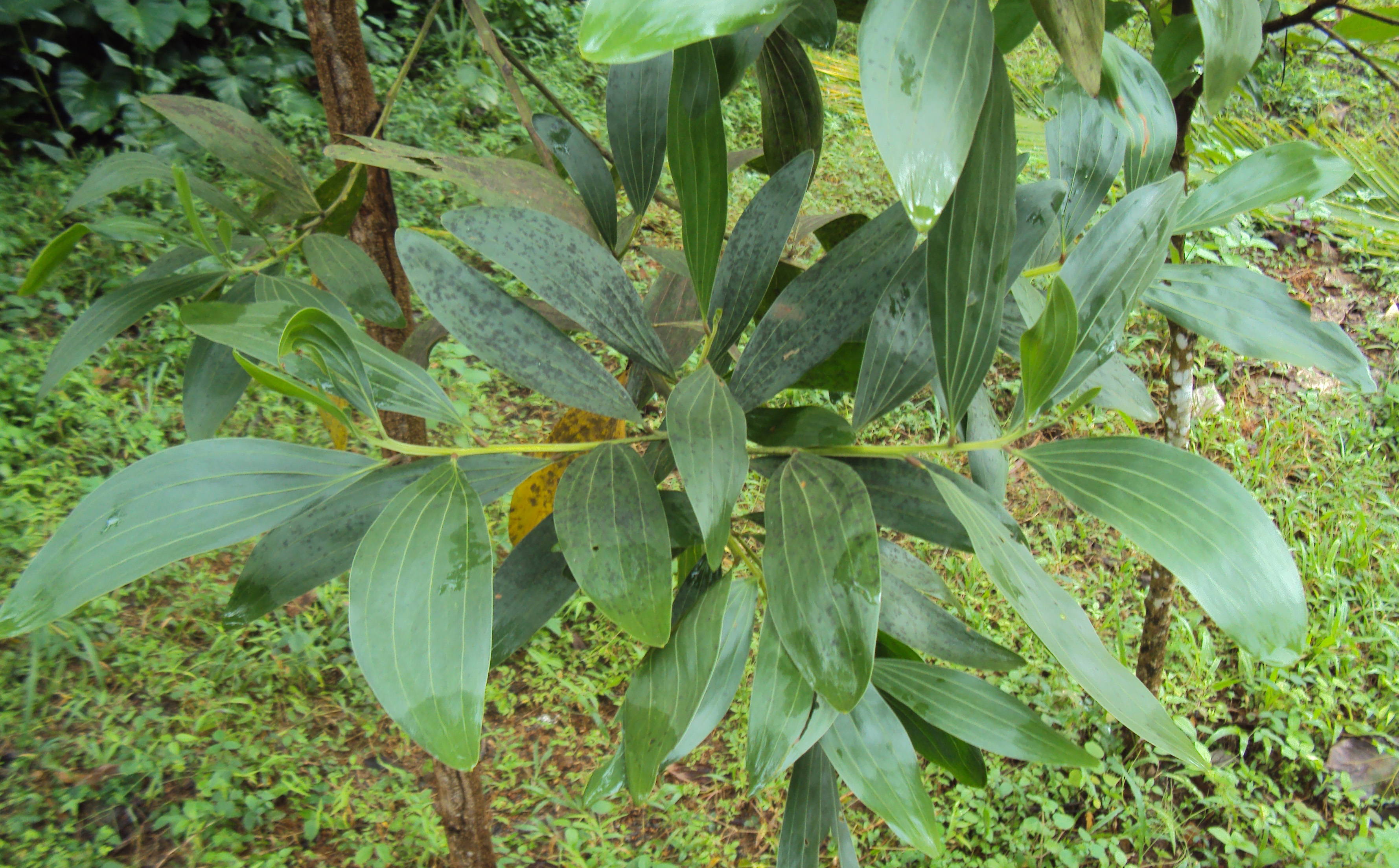
馬占相思